# Thoát ly khí quyển

Đồ thị vận tốc thoát ly và nhiệt độ của một số hành tinh tại Hệ Mặt Trời vẫn có khí. Các hành tinh được vẽ theo tỷ lệ và các điểm giá trị là chấm den ở giữa.

Thoát ly khí quyển là sự mất các khí trong khí quyển hành tinh ra không gian ngoài thiên thể. Một số cơ chế khác nhau có thể gây ra thoát ly khí quyển, hoạt động theo các quy mô thời gian khác nhau; nổi bật nhất là Thoát ly Jeans, được đặt tên theo nhà thiên văn học người Anh James Jeans, người mô tả quá trình mất khí quyển do động năng phân tử.

## Cơ chế thoát ly nhiệt
Một cơ chế thoát ly nhiệt cổ điển là Thoát ly Jeans. Trong một lượng khí, vận tốc của phân tử được xác định bởi nhiệt độ, nhưng vận tốc của từng phân tử thay đổi khi chúng va chạm với nhau, tăng và giảm động năng. Sự biến đổi động năng giữa các phân tử được diễn tả bằng phân bố Maxwell–Boltzmann. Động năng và khối lượng của một phân tử quyết định vận tốc của nó bằng phương trình {\displaystyle E_{\mathit {kin}}={\frac {1}{2}}mv^{2}}.
Từng phân tử ở đuôi cao của phân bố có thể đạt được vận tốc thoát ly, tại một mức độ trong khí quyển mà quãng đường tự do có thể so sánh với độ cao quy mô, và rời khí quyển.
Phân tử khí càng nặng thì vận tốc trung bình của các phân tử tại một nhiệt độ nhất định càng giảm, và ít khả năng khí đó có thể đạt tới vận tốc thoát ly.
Đây là lý do hydro thoát ly khỏi một khí quyển dễ hơn cacbon dioxide. Nếu hành tinh có khối lượng lớn hơn và vận tốc thoát ly lớn hơn thì ít hạt sẽ thoát ly hơn. Đây là lý do hành tinh khí khổng lồ vẫn còn lượng lớn hydro và heli, những khí đã thoát ly rất nhiều khỏi khí quyển Trái Đất. Với một khoảng lớn giá trị vận tốc dịch chuyển đến đoạn cuối phía trên của đồ thị phân bố, khả năng thoát ly càng cao. Một hành tinh ở xa hơn với khí quyển lạnh hơn, với các vận tốc thấp hơn, khả năng thoát ly thấp hơn. Điều này giúp Titan, vệ tinh nhỏ hơn Trái Đất và xa Mặt Trời hơn, vẫn có khí quyển của nó.
Một khí quyển với áp suất và nhiệt độ đủ cao có thể trải qua các cơ chế thoát ly khác nhau - "thoát ly thủy động lực học". Trong trường hợp này khí quyển chảy ra đơn giản như gió ra không gian, do građien áp suất được bắt đầu bởi sự tích tụ năng lượng nhiệt. Trường hợp này có thể mất nhiều phân tử nặng hơn bình thường. Thoát ly thủy động lực học đã được quan sát đối với các hành tinh ngoài hệ Mặt Trời gần với ngôi sao chủ của chúng, bao gồm một số sao Mộc nóng (HD 209458b, HD 189733b) và sao Hải Vương nóng (GJ 436b).

## Mất mát do va chạm
Sự va chạm với một thiên thạch có thể dẫn đến mất mát khí quyển. Nếu vụ va chạm có năng lượng đủ lớn, có thể dẫn đến thoát ly, bao gồm các phân tử khí quyển có thể đạt tới vận tốc thoát ly. Chỉ một va chạm như sự kiện Chicxulub không gây ra mất mát đáng kể, nhưng nếu hành tinh kiểu Trái Đất trải qua đủ va chạm khi chúng đang hình thành, việc này sẽ trở thành một vấn đề.

## Thoát ly khí quyển chủ yếu và quá trình mất khí ở Trái Đất
Trái Đất quá to để mất một phần đáng kể khí quyển của nó qua thoát ly Jeans. Tỷ lệ mất khí hiện nay là khoảng 3 kg hiđrô và 50 g heli trên giây. Tầng ngoài là vùng có độ cao lớn nơi mật độ khí quyển loãng và thoát ly Jeans xảy ra. Tính toán thoát ly Jeans coi nhiệt độ tầng ngoài là 1.800 K  cho thấy để suy yếu ion O+ bởi một hệ số e (2,718...) sẽ cần gần một tỷ năm. 1.800 K lớn hơn nhiệt độ tầng ngoài quan sát thực, sự suy yếu ion O+ sẽ không xảy ra kể cả hơn một nghìn tỷ năm. Hơn nữa, hầu hết oxy trên Trái Đất là O2, nó quá lớn để thoát ly khỏi Trái Đất bởi Jeans.